# Chiridopsis rubromaculata
Chiridopsis rubromaculata là một loài bọ cánh cứng trong họ Chrysomelidae. Loài này được Borowiec, Ranade, Rane & Ghate miêu tả khoa học năm 2001.